# بتنهایم
بتنهایم (به فرانسوی: Battenheim) یک کمون (فرانسه) در فرانسه است که در canton of Illzach واقع شده‌است. بتنهایم ۱۶٫۸۸ کیلومتر مربع مساحت دارد.